# 세이카정
세이카정(일본어: 精華町)은 일본 교토부 남서부에 있는 소라쿠군의 정이다. 특산품은 딸기이다.

## 지리
서쪽의 교한나 구릉과 동쪽의 기즈강에 끼어 있고 남북으로 늘어선 지대이다. 교토부의 남단을 차지하고 동쪽은 기즈가와시, 북쪽은 교타나베시, 서쪽은 이코마시, 남쪽은 나라시에 접하고 있어 나라현과의 현 경계에 위치한 정이다. 오사카부와는 접하지 않지만 교타나베시, 이코마시를 거쳐 불과 2km 거리에 오사카부 히라카타시, 가타노시가 있다. 최근에는 간사이 문화학술연구도시이자 오사카시와 교토시, 나라시 등의 주택 지역으로 택지 개발이 이루어지고 인구 유입이 증가해 2004년도의 인구 증가 수는 1,290명, 인구 증가율은 4.0%에 이르고 있다. 또 2005년 실시한 국세조사 속보치에 의하면 인구 증가율은 29.9%로 전국의 다른 시정촌을 크게 따돌리고 1위를 차지했다(2005년도에 34,540명).

## 역사
- 1951년 4월 1일 - 야마다쇼촌과 가와니시촌이 합병해 세이카촌이 성립하였다.
- 1955년 4월 1일 - 정으로 승격했다.

## 마스코트
세이카정은 2013년 7월 5일에 일본 지방자치단체 중 처음으로 만화 작성 소프트 「코미Po!」를 채용한 여성 모습의 홍보 캐릭터를 발표해 같은 날부터 8월 7일까지 애칭을 공모해 다케쿠마 겐타로를 좌장으로 하는 「세이카정 캐릭터 애칭 검토 회의」에 의한 심의 결과, 같은 해 9일에 「교마치 세이카」라고 이름 붙인 것을 공표하고 동시에 「코미Po!」에서 자유롭게 이용할 수 있는 3D 모델 데이터를 공개했다. 마을에서는 이것을 홍보지나 트위터 외에 같은 해 10월 29일에는 정보통신연구기구 유니버설 커뮤니케이션 연구소가 개발한 디지털 사이니지에서 입체시 할 수 있는 캐릭터로 채택하는 등 활용을 하고 있다. 2014년 7월 5일부터 30일까지 교토마치 세이카 탄생 1주년을 기념하여 정사무소에서는 공모 작품 전시회를 개최하였다. 동년 10월에는 음악 파일을 해석해 3DCG 캐릭터를 자동적으로 춤추게 하는 소프트 「캐릭터민 OMP(음표)」용 3 D모델과 그 동영상을 공개, 장래적으로는 마을 주민이 몸을 움직이는 건강 이벤트의 기획에도 연결하고 싶은 의향이라고 한다. 2014년 11월에 전국에서 캐릭터와 그 운영자가 모여 개최된 「모에 캐릭터 학회」에 출석해 강연 등을 실시했지만, 그 자리에 다른 캐릭터로 분장한 코스 플레이어도 있었기 때문에 쿄마치 세이카에 대해서도 보다 정보 발신력을 증가시키기 위해서 공식 코스 플레이어의 공모를 검토한다고 하고 있다. 2015년 11월 27일부터 크라우드 펀딩으로 VOICEROID화하기 위한 자금 모집을 실시해, 같은 해 12월 8일에 목표 금액에 도달했기 때문에 VOICEROID화가 결정되었다. 2016년 6월 10일에 'VOICEROID 교우쵸 세이카'가 발매되었다. 성우는 다치바나 리카. 2020년 7월 5일에 유튜버로 활동 개시해 기획·제작은 유니 크리에이트가 맡았다. 2021년 1월 11일에는 크라우드 펀딩에서 목표 금액에 도달함에 따라 Synthesizer V를 이용한 가창 음원의 제작이 결정되었고, 2022년 1월 27일에 발매되었다. AI판도 제작됐다.

## 교통

### 철도
- 서일본 여객철도
  - 가타마치선
    - (← 교타나베시 JR 미야마키역) - 시모코마역 - 호소노역 - (기즈가와시 니시키즈역 →)

- 긴키 닛폰 철도
  - 교토선
    - (← 교타나베시 긴테쓰미야즈역) - 고마다역 - 신호소노역 - 기즈가와다이역 - 야마다가와역 - (나라시 다카노하라역 →)

### 도로
- 게이나와 자동차도(일본어판)
- 국도 제163호선 (일본)(일본어판)